# جان دوبوي (رسام)
جان دوبوي (بالفرنسية: Jean Dupuy)‏ هو رسام وفنان فرنسي، ولد في 22 نوفمبر 1925 في مولينز، ألير في فرنسا وتوفي 4 أبريل 2021 في نيس في فرنسا.